# Prawo Ohno
Prawo Ohno – zaproponowana przez japońskiego biologa Susumu Ohno zasada stanowiąca, że zawartość genów gatunków ssaków zachowana została ponad podziałami międzygatunkowymi nie tylko w DNA, ale w samych genach. W związku z tym prawie wszystkie gatunki ssaków zachowały chromosom X pochodzący od swego wspólnego przodka.

## Argumenty
Jako argumenty cytologiczne podaje się po pierwsze, że ssacze chromosomy X u wielu gatunków, włączając w to człowieka i mysz, są prawie tej samej wielkości i zawierają około 5% genomu. Po drugie, dla indywidualnych loci genów, liczne geny związane z chromosomem X są wspólne wśród gatunków ssaków. Przykład stanowić może gen G6PD, kodujący dehydrogenazę glukozo-6-fosforanową, gen kodujący czynnik VIII krzepnięcia krwi czy też gen odpowiadający za czynnik IX. Natomiast nie znaleziono przypadku, w którym gen dziedziczony na sposób związany z płcią u jednego gatunku u innego leży na autosomie.

## Mechanizmy zachowawcze
Zawartość chromosomu zmienia się głównie na skutek mutacji po duplikacji chromosomu i translokacji na inny chromosom. Jednak u ssaków od wytworzenia się chromosomalnego systemu determinacji płci na wcześniejszym etapie ewolucji nie wchodziła w grę poliploidalność z uwagi na jej niekompatybilność z chromosomalnym systemie determinacji płci. Co więcej, translokacja z chromosomu X na autosomy byłaby blokowana, jako że mogłaby skutkować szkodliwymi skutkami dla przeżycia organizmu. Wobec tego u ssaków zawartość chromosomu X została ustalona po typowych dwukrotnych duplikacjach na wczesnych etapach ewolucji, na poziomie ryb bądź płazów (hipoteza 2R).

## Za i przeciw
Geny leżące na długim ramieniu ludzkiego chromosomu X leżą również na X stekowców, zaś geny krótkiego ramienia chromosomu X człowieka u torbaczy znajdują się na autosomach. Ohno skomentował te wyniki, podając, że stekowce i torbacze nie były uwzględniane jako przodkowie „właściwych” ssaków, ale oddzieliły się bardzo wcześnie od głównej linii ssaków. Gen kanału chlorkowego CLCN4 został zmapowany na chromosomie X w przypadku człowieka, natomiast na chromosomie 7 u myszy domowej C57BL/6, jednakże u szczurów i myszy śródziemnomorskiej znowu leży on na X.